# Aleksej Maresjev

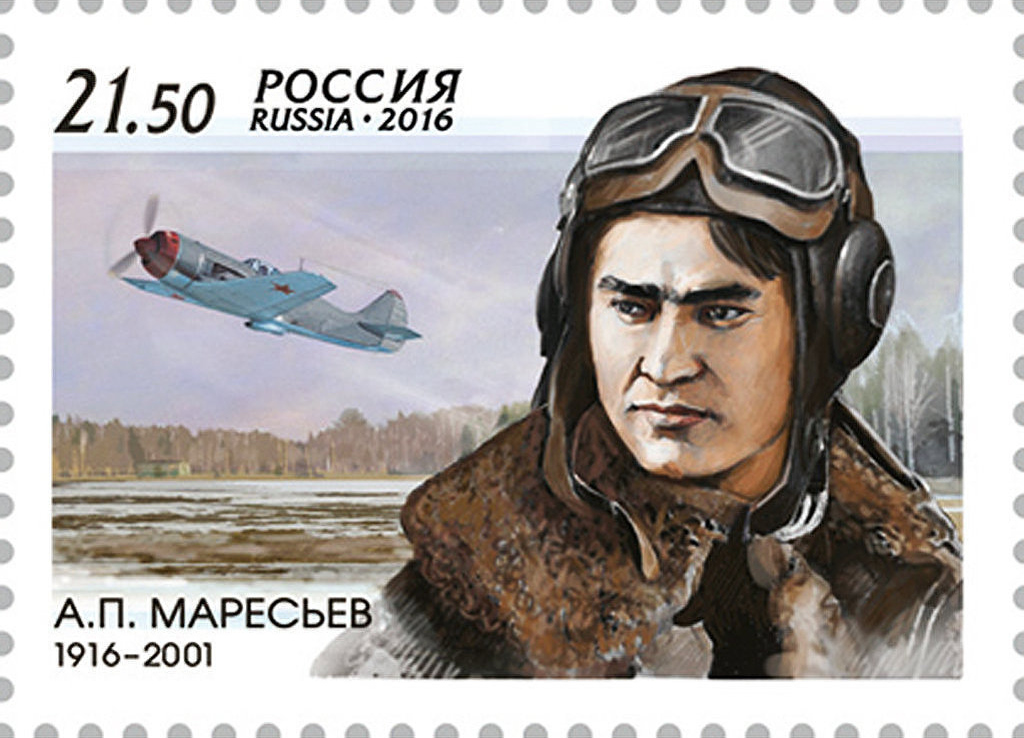
Aleksej Maresjev på ett ryskt frimärke från 2016.

Aleksej Petrovitj Maresjev (ryska: Алексей Петрович Маресьев; född 20 maj 1916, död 18 maj 2001) var en rysk stridsflyghjälte.
Han föddes 1916 i staden Kamysjin i Volgograd oblast. Efter att ha avslutat yrkesskolan arbetade han som metallsvarvare och deltog i uppbyggandet av Komsomolsk-na-Amure. 1937 blev han inkallad till militärtjänst. Han tjänstgjorde först vid ett gränsflygförband men sedermera skickades han till en krigsflygskola i Batajsk varifrån han utexaminerades 1940.
I början av Stora fosterländska kriget tjänstgjorde Maresjev vid ett jaktregemente och var gruppchef. Han fick sitt elddop den 23 augusti 1941 vid Krivoj Rog. I mars 1942 överfördes han till nordvästra fronten. Då hade han redan fyra nedskjutna fiendeplan på sin meritlista. 
Den 4 april 1942 blev han nedskjuten i Demjanskområdet och svårt sårad fick han krypa med förfrusna ben i 18 dagar till frontlinjen. Resultatet blev att man amputerade båda hans ben. Maresjev ville fortsätta flyga men han fick avslag från medicinska utskottet. För att bevisa att han var duglig till krigstjänst började han dansa på sina proteser inför utskottets ledamöter. I maj 1943 fick han tillstånd och skickades till fronten där han nedsköt sju fiendeplan till. 
Den 24 augusti 1943 utnämndes han till Sovjetunionens hjälte.
Från 1944 till 1946 tjänstgjorde han i Styrelsen för flyghögskolor och sistnämnda år fick han avsked som överste. Mellan 1956 och 1983 var han ansvarig sekreterare för krigsveteranernas utskott.
Maresjev blev dekorerad med två Leninordnar, Oktoberrevolutionens orden, Röda fanans orden, Fosterländska krigets orden I:a klass, två Arbetets röda band, Vänskapsorden, Röda stjärnans orden och Ärans orden.
Efter krigets slut skrev Boris Polevoj romanen "Historien om en verklig människa" ("Повесть о настоящем человеке"; 1946) som handlade om flygaren Meresjev och som baserades på Maresjevs samtal med författaren. Romanen inspirerade tonsättaren Sergej Prokofjev till operan Historien om en verklig människa.

## Utmärkelser
1974 upptäcktes en småplanet i Asteroidbältet, den uppkallades senare efter honom och fick då namnet 2173 Maresjev.